# Lucanus masumotoi masumotoi
Lucanus masumotoi masumotoi es una subespecie de Lucanus masumotoi, coleóptero de la familia Lucanidae.

## Distribución geográfica
Habita en Taiwán (China).